# Naisten SM-sarja 2015/16
Die Saison 2015/16 war die 34. Austragung der höchsten finnischen Fraueneishockeyliga, der Naisten SM-sarja. Die Ligadurchführung erfolgt durch den finnischen Eishockeybund Suomen Jääkiekkoliitto. Das Frauenteam von JYP Jyväskylä gewann den dritten Meistertitel der Vereinsgeschichte, musste sich jedoch nach der Saison aus organisatorischen Gründen aus der Liga zurückziehen.

## Modus
Zunächst spielten alle Mannschaften eine Doppelrunde mit zwei Hin- und Rückspielen. Die letzten beiden Mannschaften dieser Runde nahmen an der Relegation mit Vertretern der zweithöchsten Liga teil. Die beiden besten Teams waren direkt für das Halbfinale qualifiziert. Die anderen vier spielten untereinander im Best-of-Three-Modus die zwei weiteren Halbfinalplätze aus. Halbfinale und Finale wurden im Modus Best-of-Five durchgeführt,  um Platz 3 gab es lediglich ein Spiel.

## Hauptrunde

### Tabelle
| Platz | Name            | Spiele | S  | OTS | OTN | N  | Tore   | Punkte |
| ----- | --------------- | ------ | -- | --- | --- | -- | ------ | ------ |
| 1.    | JYP Jyväskylä   | 28     | 27 | 1   | 0   | 0  | 168:26 | 83     |
| 2.    | Espoo Blues     | 28     | 19 | 3   | 1   | 5  | 162:67 | 64     |
| 3.    | HPK Hämeenlinna | 28     | 17 | 3   | 2   | 6  | 124:56 | 59     |
| 4.    | Kärpät Oulu     | 28     | 14 | 2   | 4   | 8  | 94:62  | 50     |
| 5.    | Team Kuortane   | 28     | 9  | 1   | 3   | 15 | 60:81  | 32     |
| 6.    | KalPa Kuopio    | 28     | 7  | 1   | 1   | 19 | 47:142 | 24     |
| 7.    | KJT Haukat      | 28     | 6  | 0   | 1   | 21 | 45:119 | 19     |
| 8.    | Tampereen Ilves | 28     | 0  | 2   | 1   | 25 | 31:178 | 5      |

### Topscorerinnen
Abkürzungen: Sp = Spiele, T = Tore, V = Assists, Pkt = Punkte, SM = Strafminuten; Fett: Bestwert
| Spieler            | Mannschaft | Sp | T  | V  | Pkt | SM |
| ------------------ | ---------- | -- | -- | -- | --- | -- |
| Jenni Hiirikoski   | JYP        | 28 | 17 | 62 | 79  | 8  |
| Linda Välimäki     | Blues      | 28 | 31 | 39 | 70  | 16 |
| Sari Kärnä         | JYP        | 25 | 22 | 36 | 58  | 8  |
| Minnamari Tuominen | Blues      | 28 | 13 | 45 | 58  | 16 |
| Emma Nuutinen      | Blues      | 20 | 28 | 26 | 54  | 18 |
| Noora Tulus        | Blues      | 24 | 22 | 31 | 53  | 6  |
| Tanja Niskanen     | JYP        | 25 | 28 | 24 | 52  | 39 |
| Annina Rajahuhta   | Blues      | 22 | 23 | 28 | 51  | 14 |
| Riika Välilä       | HPK        | 27 | 14 | 27 | 41  | 12 |
| Riikka Sallinen    | JYP        | 11 | 20 | 19 | 39  | 6  |

### Beste Torhüterinnen
Abkürzungen: Sp = Spiele, Min = Eiszeit (in Minuten), S = Siege, N = Niederlagen, SVS = Saves, GT = Gegentore, SO = Shutouts, Sv% = gehaltene Schüsse (in %), GTS = Gegentorschnitt; Fett: Bestwert
| Spieler            | Mannschaft | Sp | Min     | S  | N  | SVS | GT | Sv%  | GTS  | SO |
| ------------------ | ---------- | -- | ------- | -- | -- | --- | -- | ---- | ---- | -- |
| Tiina Ranne        | JYP        | 15 | 900:00  | 15 | 0  | 251 | 13 | 95,1 | 0,87 | 6  |
| Anni Keisala       | Kuortane   | 17 | 935:49  | 7  | 8  | 592 | 28 | 95,5 | 1,80 | 5  |
| Kiira Laine        | HPK        | 13 | 758:49  | 6  | 4  | 320 | 24 | 93,0 | 1,90 | 1  |
| Isabella Laiho     | Blues      | 13 | 782:12  | 10 | 3  | 389 | 30 | 92,8 | 2,30 | 1  |
| Susanna Airaksinen | Kärpät     | 19 | 1045:31 | 9  | 6  | 534 | 42 | 92,7 | 2,41 | 5  |
| Tiia Pajarinen     | Kuortane   | 11 | 668:44  | 2  | 8  | 360 | 38 | 90,5 | 3,41 | 1  |
| Eri Kiribuchi      | KJT        | 23 | 1331:35 | 5  | 18 | 794 | 89 | 89,9 | 4,01 | 1  |
| Iina Kuusela       | KalPa      | 18 | 926:23  | 4  | 10 | 697 | 70 | 90,9 | 4,53 | 0  |
| Salla Sivula       | Ilves      | 19 | 1028:41 | 2  | 13 | 927 | 96 | 90,6 | 5,60 | 1  |

## Play-offs
|  | Viertelfinale | Viertelfinale | Viertelfinale |  |  | Halbfinale | Halbfinale | Halbfinale |  |   | Finale | Finale | Finale |
|  |               |               |               |  |  |            |            |            |  |   |        |        |        |
|  |               |               |               |  |  | 1          | JYP        | 3          |  |   |        |        |        |
|  | 4             | Kärpät        | 2             |  |  | 4          | Kärpät     | 0          |  |   |        |        |        |
|  | 5             | Team Kuortane | 0             |  |  |            |            |            |  | 1 | JYP    | 3      |        |
|  |               |               |               |  |  |            |            |            |  |   | 2      | HPK    | 0      |
|  |               |               |               |  |  | 3          | HPK        | 3          |  |   |        |        |        |
|  | 3             | HPK           | 2             |  |  | 2          | Blues      | 2          |  |   |        |        |        |
|  | 6             | KalPa         | 0             |  |  |            |            |            |  |   |        |        |        |

### Viertelfinale
In den Viertelfinalspielen vom 17. bis 20. Februar 2016 qualifizierten sich neben den bereits gesetzten Mannschaften die Teams aus Oulu und Hämeenlinna.
|                                | Serie | 1                              | 2                   | 3 |
| ------------------------------ | ----- | ------------------------------ | ------------------- | - |
| Kärpät Oulu – Team Kuortane    | 2:0   | 2:1 n. V. (0:0, 0:1, 1:0, 1:0) | 6:1 (1:0, 3:1, 2:0) | – |
| HPK Hämeenlinna – KalPa Kuopio | 2:0   | 4:0 (1:0, 2:0, 1:0)            | 4:2 (2:1, 1:1, 1:0) | – |

### Halbfinale
Die Spiele des Halbfinales fanden zwischen dem 24. Februar und 1. März 2016 nach dem Modus Best-of-Five statt.
|                               | Serie | 1                   | 2                                   | 3                   | 4                   | 5                   |
| ----------------------------- | ----- | ------------------- | ----------------------------------- | ------------------- | ------------------- | ------------------- |
| JYP Jyväskylä – Kärpät Oulu   | 3:0   | 4:0 (0:0, 4:0, 0:0) | 3:2 n. V. (2:0, 0:0, 0:2, 1:0)      | 4:3 (1:0, 2:3, 1:0) | –                   | –                   |
| Espoo Blues – HPK Hämeenlinna | 2:3   | 3:5 (1:3, 1:0, 1:2) | 3:2 n. P. (2:0, 0:2, 0:0, 0:0, 1:0) | 2:3 (0:1, 1:1, 1:1) | 1:0 (1:0, 0:0, 0:0) | 2:5 (0:0, 0:3, 2:2) |

### Spiel um Platz 3
Um den dritten Platz wurde lediglich ein Spiel ausgetragen.
| 5. März 2016 13:50 Uhr | Blues Espoo L. Välimäki (17:55) L. Välimäki (19:50) L. Välimäki (23:37) M. Tuominen (46:46) A. Rajahuhta (56:23) A. Rajahuhta (58:09) | 6:2 (2:0, 1:1, 3:1) Spielbericht | Kärpät Oulu N. Salomäki (31:55) S. Käyhkö (59:50) | Espoonlahti, Espoo Zuschauer: 220 |

### Finale
| 5. März 2016 18:45 Uhr | JYP J. Hiirikoski (6:48) R. Välilä (15:52) T. Niskanen (35:39) S. Kärnä (36:01) T. Niskanen (48:52) | 5:0 (2:0, 2:0, 1:0) Spielbericht | HPK | LähiTapiola Areena, Jyväskylä Zuschauer: 517 |

| 6. März 2016 15:00 | HPK | 0:3 (0:0, 0:1, 0:2) Spielbericht | JYP S. Saari (32:52) R. Välilä (45:43) R. Välilä (49:23) | Ritari-areena, Hämeenlinna Zuschauer: 240 |

| 9. März 2016 19:00 | JYP T. Niskanen (73:51) | 1:0 n. V. (0:0, 0:0, 0:0, 1:0) Spielbericht Stand: 3:0 | HPK | LähiTapiola Areena, Jyväskylä Zuschauer: 1662 |

### Beste Scorerinnen
Abkürzungen: Sp = Spiele, T = Tore, V = Assists, Pkt = Punkte, SM = Strafminuten; Fett: Bestwert
| Spieler            | Mannschaft | Sp | T | V | Pkt | SM |
| ------------------ | ---------- | -- | - | - | --- | -- |
| Jenni Hiirikoski   | JYP        | 6  | 3 | 9 | 12  | 2  |
| Linda Välimäki     | Blues      | 6  | 5 | 5 | 10  | 0  |
| Riika Välilä       | JYP        | 6  | 5 | 5 | 10  | 2  |
| Annina Rajahuhta   | Blues      | 6  | 5 | 5 | 10  | 8  |
| Susanna Tapani     | HPK        | 8  | 4 | 4 | 8   | 2  |
| Emma Nuutinen      | Blues      | 6  | 2 | 6 | 8   | 2  |
| Tanja Niskanen     | JYP        | 6  | 6 | 1 | 7   | 2  |
| Minnamari Tuominen | Blues      | 6  | 4 | 3 | 7   | 8  |
| Riikka Noronen     | HPK        | 10 | 4 | 3 | 7   | 4  |
| Emmi Leinonen      | HPK        | 10 | 2 | 5 | 7   | 6  |

### Beste Torhüterinnen
Abkürzungen: Sp = Spiele, Min = Eiszeit (in Minuten), S = Siege, N = Niederlagen, SVS = Saves, GT = Gegentore, SO = Shutouts, Sv% = gehaltene Schüsse (in %), GTS = Gegentorschnitt; Fett: Bestwert
| Spieler        | Mannschaft | Sp | Min    | S | N | SVS | GT | SO | Sv%  | GTS  |
| -------------- | ---------- | -- | ------ | - | - | --- | -- | -- | ---- | ---- |
| Meeri Räisänen | JYP        | 6  | 375:25 | 6 | 0 | 154 | 5  | 4  | 96,9 | 0,80 |
| Kiira Laine    | HPK        | 9  | 573:21 | 4 | 4 | 268 | 19 | 1  | 93,4 | 1,99 |
| Isabella Laiho | Blues      | 6  | 375:15 | 2 | 3 | 215 | 16 | 1  | 93,1 | 2,56 |

### Kader des Finnischen Meisters
| Finnischer Meister JYP Jyväskylä | Torhüter: Meeri Räisänen, Tiina Ranne, Eerika Saloranta Verteidiger: Jenni Hiirikoski, Tanja Koljonen, Rosa Lindstedt, Piia Perälä, Emma Ritari, Ella Viitasuo Stürmer: Sanni Hakala, Zaida Holmström, Henrika Huuskonen, Sari Kärnä, Tanja Niskanen, Saila Saari, Riikka Sallinen, Anna Vanhala, Laura Vilén, Marjo Voutilainen Trainerstab: Katja Saari, Lauri Saari, Jouni Virpiö |

## Relegation
In der Relegation traten die beiden Letzten der Naisten SM-sarja gegen die zwei besten Teams der Naisten Mestis an.
| Platz | Name    | Spiele | S | OTS | OTN | N | Tore  | Punkte |
| ----- | ------- | ------ | - | --- | --- | - | ----- | ------ |
| 1.    | Ilves   | 6      | 5 | 0   | 0   | 1 | 24:9  | 15     |
| 2.    | KJT     | 6      | 4 | 0   | 0   | 2 | 23:10 | 12     |
| 3.    | Lukko   | 6      | 3 | 0   | 0   | 3 | 19:14 | 9      |
| 4.    | Salo HT | 6      | 0 | 0   | 0   | 6 | 4:37  | 0      |

Aufgrund des Rückzugs von JYP Jyväskylä in die Mestis stieg Lukko aus dieser in die höchste Spielklasse auf.

## Auszeichnungen
- Spielerin des Jahres: Jenni Hiirikoski (JYP)
- Play-off-MVP: Riikka Välilä (JYP)
- Beste Stürmerin Tanja Niskanen (JYP)
- Beste Verteidigerin: Jenni Hiirikoski (JYP)
- Beste Torhüterin: Anni Keisala (Kuortane)
- Rookie-of-the-Year: Petra Nieminen  (Kuortane)
- Fair-Play-Trophäe: Sanni Hakala (JYP)
- Trainer des Jahres: Katja Saari (JYP)
- 1st All-Star-Team: Anni Keisala (Kuortane); Jenni Hiirikoski (JYP) – Minnamari Tuominen (Blues); Sari Kärnä (JYP) – Tanja Niskanen (JYP) – Emma Nuutinen (Blues)[4]
- 2nd All-Star-Team: Kiira Laine (HPK); Ronja Savolainen (Blues) – Ella Pietikäinen (HPK); Saila Saari (JYP) – Riikka Välilä (JYP) – Petra Nieminen (Kuortane)